# Gare de Daux
La gare de Daux était une gare ferroviaire française, située sur le territoire de la commune de Daux, dans le département de la Haute-Garonne, en région Occitanie.
C'était une halte, mise en service en 1903 par la CFSO, et définitivement fermée au trafic des voyageurs et des marchandises en 1946. Situé sur une section déclassée et déferrée, le bâtiment est toujours présent et réaffecté pour une utilisation privée.

## Situation ferroviaire
Établie à 180 mètres d'altitude, la gare de Daux était située au point kilométrique (PK) 18,8 de la ligne de Toulouse à Cadours, sur la branche vers Lévignac.
Gare fermée située sur une section de ligne déclassée.

## Patrimoine ferroviaire
L'ancien bâtiment voyageurs est devenu une habitation privée. La forme de l'ancienne voie est encore visible.